# James Muspratt
James Muspratt (Dublino, 12 agosto 1793 – Lancashire, 4 maggio 1886) è stato un chimico inglese.

## Biografia
Più giovane dei tre figli di un mercante, dopo la morte di suo padre, avvenuta nel 1810, si recò nel 1812 in Spagna dove partecipò alla guerra locale. In seguito scappando dai francesi arrivò a Lisbona. Tornato poi a Dublino nel 1814, iniziò a lavorare nel campo chimico con Thomas Abbott.
Famoso per avere avviato il processo che riguardava la produzione in larga scala di soda dal sale, migliorando la qualità del prodotto venduto. La sua black-ash conteneva già una percentuale in peso di soda doppia rispetto allo standard precedente (40% contro il 20%) accanto ad alcune impurezze di cloruri e solfuri, che vennero tolte nel 1830 quando si iniziò a commercializzare la white-ash, (carbonato sodico anidro).

## Vita privata
Nel 1819 si sposò con Julia Josephine Connor dalla quale ebbe 10 figli, 3 dei quali morirono durante l'infanzia. Tra i suoi figli James Sheridan Muspratt, continuò le ricerche del padre.